# 魔幻精靈卡
《魔幻精靈卡》（日版名譯作“Card Master 莉姆莎利雅的封印”）是1992年电子角色扮演游戏，由HAL研究所开发并发行，对应超级任天堂平台。
本作是HAL研究所最後一款开发并发行的電子遊戲，而最後一款獨立發行的電子遊戲是1992年6月26日發行於超级任天堂平台上的籃球遊戲《Super Dunk Shot》，之後的電子遊戲作品主要由任天堂發行。
游戏在日本杂志《Fami通》上获得23/40分，在《超级任天堂杂志》的读者投票中获得20.85/30分。